# Agropyron dasyanthum
Agropyron dasyanthum là một loài thực vật có hoa trong họ Hòa thảo. Loài này được Ledeb. mô tả khoa học đầu tiên năm 1820.

## Hình ảnh

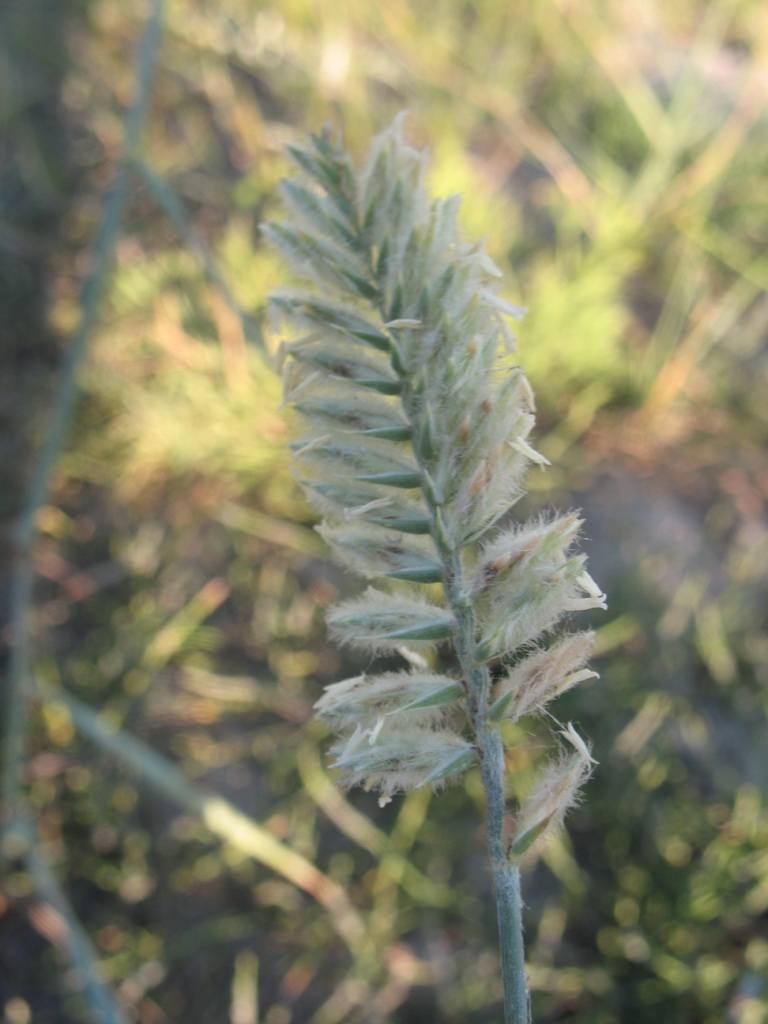